# Храм Кали в Дакшинешваре

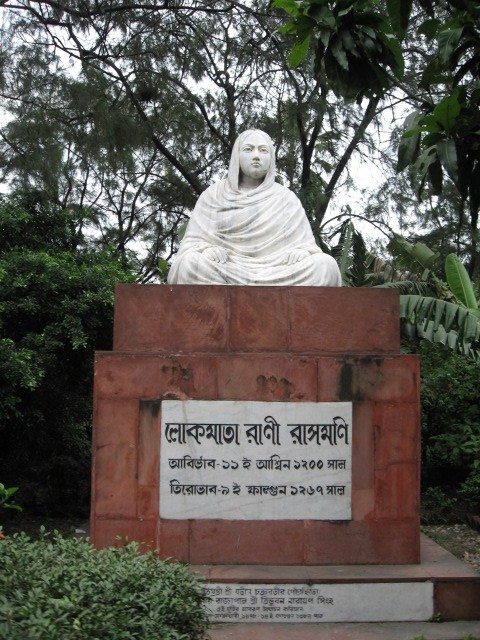
Памятник Рани Рашмони в Калькутте

Храм Ка́ли в Дакшинешва́ре (англ. Dakshineswar Kali Temple, бенг. দক্ষিনেশ্বর কালী মন্দির, санскр. दक्षिणेश्वर काली मन्दिर) — индуистский храмовый комплекс в городе Дакшинешвар. Расположен на восточном берегу реки Хугли неподалёку от Калькутты. Посвящён богине Кали: основным божеством храма является одна из ипостасей Кали, Бхаватарини («та, кто освобождает своих преданных из океана материального существования»). Храм был основан Рани Рашмони в 1855 году и получил широкую известность тем, что в 1856—1886 годах в нём служил в качестве пуджари бенгальский святой Рамакришна.

## История
Храм Кали в Дакшинешваре был основан в середине XIX века Рани Рашмони. Она принадлежала к касте Кайварта (каста рыбаков) и была хорошо известна своей благотворительной деятельностью. В 1847 году Рашмони совершила долгое паломничество к священному индуистскому городу Каши, чтобы воздать свои молитвы Богине Матери. Рани отправилась к месту паломничества на двадцати четырёх лодках в сопровождении родственников и слуг. По преданию, в ночь перед началом паломничества Рашмони было видение Божественной Матери в виде богини Кали, что сообщила ей: «Нет необходимости ехать в Бенарес. Установите мою статую в красивом храме на берегу реки Ганг и поклоняйтесь мне. Тогда явлюсь в своем изваянии и приму ваше поклонение в этом месте».
Получив глубочайшее впечатление от сна, Рани сразу нашла и купила участок в Дакшинешваре. Большой храмовый комплекс был построен между 1847 и 1855 (20 акров (81000 м2)). Участок был куплен у англичанина Джона Гесте, известного тогда как Saheban Bagicha. Земля некогда принадлежала мусульманам и служила местом захоронения, имея при этом форму черепахи, символу поклонения Шакти в соответствии с тантрической традицией. Потребовалось восемь лет и девятьсот тысяч рупий, чтобы завершить строительство, и, наконец, мурти богини Кали было установлено в день Снана ятра 31 мая 1855 года. В ходе торжеств храм был официально назван Шри Шри Джагадишвари Махакали, а Рамкумар Чаттопадхьяя стал его главой; скоро его младший брат Гадаи или Гададхар (позже известный как Рамакришна) переехал, так же поступил и его племянник Хридай. 31 мая 1855 более ста тысяч брахманов были приглашены из разных частей страны.
В следующем году Рамкумар Чаттопадхьяя умер, положение было передано Рамакришне вместе с его женой Шарада Деви, которая располагалась в южной стороне Nahabat (музыкальный зал), в маленькой комнате на первом этаже. В настоящее время святыня посвящена ей. С тех пор на протяжении 30 лет — до самой своей смерти в 1886 году — Рамакришна был ответственен за принесение славы храму и встречу паломников.
Рани Рашмони прожила ещё в течение пяти лет и девяти месяцев после инаугурации храма. В 1861 году она серьезно заболела. Понимая, что смерть уже рядом, она решила передать имущество, приобретённое в Динаджпуте (теперь в Бангладеш), как наследие для поддержания храма. 18 февраля 1861 года она исполнила своё обещание и умерла на следующий день.